# Cruiser Tank Mk IV
Cruiser Tank Mk IV var en brittisk stridsvagnsmodell av typen kavalleristridsvagn från mellankrigstiden som bland annat såg strid under andra världskriget. 
Ritningarna för den börjades skissas omkring år 1936. Den härstammar från den amerikanska stridsvagnen Christie som britterna köpte samma år. Man beslöt sig då för att designa om den så att den blev "stridsvärdig". Till det uppdraget utsågs Morris Motors som insåg att för att uppfylla kravet om stridsvärdig så var man tvungen att bygga ett nytt chassi och ett bättre torn. Christie-stridsvagnen hade en väldigt hög hastighet både på vägarna och i terrängen. På en väg kunde den nå hastigheter upp till 80 km/h och trots helt nya stötdämpare som var av högsta kvalitet så var man tvungen att sänka hastigheten då besättningen kastades runt och skadades. Som motor tog man en amerikansk Liberty-flygplansmotor från första världskriget. Dess beväpning var en två punds kanon i tornet och en Vikers kulspruta, också den i tornet.

## Tjänstgöringsområden under andra världskriget
Under andra världskriget tjänstgjorde Cruiser stort sett på två fronter. Först i britternas styrka i Frankrike, närmare bestämt i 1:a pansardivisionen, men där skulle de inte stanna länge innan de tillsammans med allt vad brittiska trupper hette blev utslängda från kontinenten. Sen tjänstgjorde den i sjunde pansardivisionen i Nordafrika. Där tjänstgjorde den tills 1942 då den togs ur bruk på grund av stora problem med att den behövde repareras så ofta.

## Pensionerad
Trots många svårigheter och ej uppnådd prestanda så var Cruiser ett framsteg för den brittiska pansardesignen och den satte mönstret för många kommande brittiska stridsvagnar.